# Huiyuan (sockenhuvudort i Kina, Hunan Sheng, lat 25,38, long 112,09)
Huiyuan (kinesiska: 汇源) är en sockenhuvudort i Kina. Den ligger i provinsen Hunan, i den södra delen av landet, omkring 320 kilometer söder om provinshuvudstaden Changsha. Antalet invånare är 1 711. Befolkningen består av 819 kvinnor och 892 män. Barn under 15 år utgör 27,0 %, vuxna 15-64 år 60 %, och äldre över 65 år 12,0 %.
Runt Huiyuan är det ganska tätbefolkat, med 185 invånare per kvadratkilometer. Närmaste större samhälle är Wanjingzhen, 10,7 km nordväst om Huiyuan. I omgivningarna runt Huiyuan växer i huvudsak blandskog.
Genomsnittlig årsnederbörd är 2 083 millimeter. Den regnigaste månaden är maj, med i genomsnitt 335 mm nederbörd, och den torraste är oktober, med 43 mm nederbörd.